# White People Renovating Houses
«White People Renovating Houses» es el primer episodio de la vigesimoprimera temporada de la serie de televisión animada estadounidense South Park. Es el episodio 278 de la serie en general y se emitió por primera vez en Comedy Central en los Estados Unidos el 13 de septiembre de 2017.
El episodio parodiaba el uso de altavoces inteligentes, como Amazon Alexa, Google Home y Apple Siri, y el uso de banderas confederadas en la manifestación Unite the Right en Charlottesville.

## Argumento
Eric Cartman y sus compañeros juegan con el altavoz inteligente Amazon Echo, dándole instrucciones que incluyen malas palabras y se ríen cuando el dispositivo repite el lenguaje inapropiado. Cartman inmediatamente se deprime cuando su novia Heidi Turner aparece e interrumpe su risa, y ella a su vez se frustra cuando él se niega a expresar sus sentimientos. Mientras tanto, Randy y Sharon Marsh comenzaron una serie de televisión titulada White People Renovating Houses que presenta a la pareja rediseñando las casas de las personas. Una de sus transmisiones se ve interrumpida cuando un grupo de hombres agitan antorchas y banderas confederadas. Se muestran al fondo protestando por los parlantes inteligentes porque creen que los productos los han dejado desempleados. Randy está irritado por su protesta, pero luego decide ayudarlos a conseguir trabajos en los que sirvan como reemplazo de los parlantes inteligentes respondiendo a los comandos de voz de los usuarios.
Cartman está consternado al descubrir que su Alexa Echo ha sido reemplazada por un humano, uno que se niega a repetir su lenguaje inapropiado. Otro hombre, Darryl Weathers, aceptó el trabajo como orador inteligente de Randy, pero pronto encuentra el trabajo degradante y renuncia. Randy lo reprende por tener la mente cerrada sobre el futuro hasta que Darryl revela su frustración por no poder derribar los muros de carga en su casa mediante renovación sin que su segundo piso se derrumbara. Randy se ofrece a sostener el techo mientras derriba la pared y deleita a Darryl con su rediseño de la casa. Cartman encuentra un montón de parlantes inteligentes abandonados en un callejón y los lleva a casa. Heidi va a la casa de Cartman para disculparse por molestarlo, pero su madre dice que no puede lograr que salga de su habitación. Luego se lo muestra riéndose mientras los parlantes inteligentes cumplen con sus solicitudes. Antes de que Heidi pueda disculparse con él cuando llegan a la escuela, él termina su relación, diciendo que no puede tolerar el trato «abusivo» que ella le da y se aleja.

## Recepción
Dan Caffrey del sitio The A.V. Club calificó al episodio con una C+, comentando «Parker y Stone nunca alejan lo suficiente sus estereotipos nacionalistas blancos y campesinos sureños del material original como para que funcione como una broma que pueda sostenerse por sí sola. Y porque toman prestado tanto de las protestas de Charlottesville sin siquiera criticar completamente a los participantes, que el episodio tampoco funciona como comentario social».
Jesse Schedeen del sitio IGN calificó al episodio con un 5,8 de 10, resumiendo que el episodio «abordó muchos temas y no logró combinarlos en un todo adecuado».
Jeremy Lambert del sitio 411 Mania calificó con un 5 sobre 10 notando que «[el episodio] no brindó exactamente esperanza para este año. Hubo algunos momentos divertidos y aprecié cómo Matt y Trey hicieron girar la narrativa, pero no me sorprendió de la manera esperaba».
Chris Longo del sitio Den of Geek lo calificó con 2,5 de 5 estrellas, mencionando que «De un programa que tenía comentarios satíricos más mordaces sobre temas como los espacios seguros y la cultura PC, George Zimmerman y Black Lives Matter, esperaba una respuesta mucho más fuerte a los eventos de Charlottesville en el estreno de South Park».